# 関東大学オールスターゲーム
関東大学オールスターゲーム（かんとうだいがくオールスターゲーム、英語: Kanto University All-Star Game）は、関東ラグビーフットボール協会の主催で秩父宮ラグビー場にて開催されている関東大学ラグビーのオールスターゲームである。

## 概要
2013年から開催している。なお2015年までは対抗戦Aグループの選抜チームとリーグ戦1部の選抜チームとの対戦のみ行われていたが2016年からリーグ戦5部対リーグ戦6部、リーグ戦3部対リーグ戦4部、リーグ戦2部対対抗戦B、女子ラグビーの試合も実施されている。また試合前にチアリーディングの演舞も行われている。

## 試合目的
大学生のラグビー強化及び15人制、7人制のラグビー日本代表の選考につなげる。

## 試合結果

### 対抗戦選抜対リーグ戦選抜
- 対抗戦選抜:3勝 リーグ戦選抜:3勝（2018年現在）

| 年月日        | 勝           | 得点 | 敗           | 得点 |
| ------------- | ------------ | ---- | ------------ | ---- |
| 2013年7月7日  | 対抗戦選抜   | 55   | リーグ戦選抜 | 28   |
| 2014年6月29日 | リーグ戦選抜 | 21   | 対抗戦選抜   | 17   |
| 2015年6月28日 | リーグ戦選抜 | 33   | 対抗戦選抜   | 29   |
| 2016年6月26日 | リーグ戦選抜 | 52   | 対抗戦選抜   | 31   |
| 2017年6月25日 | 対抗戦選抜   | 36   | リーグ戦選抜 | 31   |
| 2018年6月24日 | 対抗戦選抜   | 66   | リーグ戦選抜 | 24   |

### 対抗戦B対リーグ戦2部
- 対抗戦B:2勝 リーグ戦2部:1勝（2018年現在）

| 年月日        | 勝          | 得点 | 敗          | 得点 |
| ------------- | ----------- | ---- | ----------- | ---- |
| 2016年6月26日 | 対抗戦B     | 54   | リーグ戦2部 | 7    |
| 2017年6月25日 | リーグ戦2部 | 33   | 対抗戦B     | 12   |
| 2018年6月24日 | 対抗戦B     | 31   | リーグ戦2部 | 26   |

### リーグ戦3部対リーグ戦4部
- リーグ戦3部:2勝 :リーグ戦4部1勝（2018年現在）

| 年月日        | 勝          | 得点 | 敗          | 得点 |
| ------------- | ----------- | ---- | ----------- | ---- |
| 2016年6月26日 | リーグ戦3部 | 36   | リーグ戦4部 | 10   |
| 2017年6月25日 | リーグ戦3部 | 31   | リーグ戦4部 | 7    |
| 2018年6月24日 | リーグ戦3部 | 38   | リーグ戦4部 | 0    |

### リーグ戦5部対リーグ戦6部
- リーグ戦6部:2勝 リーグ戦5部:1勝（2018年現在）

| 年月日        | 勝          | 得点 | 敗          | 得点 |
| ------------- | ----------- | ---- | ----------- | ---- |
| 2017年6月11日 | リーグ戦6部 | 29   | リーグ戦5部 | 10   |
| 2017年6月25日 | リーグ戦6部 | 20   | リーグ戦5部 | 12   |
| 2018年6月24日 | リーグ戦5部 | 19   | リーグ戦6部 | 17   |

### 女子ラグビー
| 年月日        | 勝                       | 得点 | 敗                                | 得点 |
| ------------- | ------------------------ | ---- | --------------------------------- | ---- |
| 2017年6月11日 | 対抗戦グループ女子       | 31   | リーグ戦グループ女子              | 17   |
| 2017年6月25日 | 対抗戦グループ女子       | 40   | リーグ戦グループ女子              | 0    |
| 2018年6月24日 | リーグ戦・対抗戦選抜女子 | 28   | 日本体育大学ラグビー部女子女子・B | 17   |

## 放送
2017年・2018年は、J SPORTSオンデマンドで全試合LIVE配信された。